# Champ de force (science-fiction)
Pour les articles homonymes, voir Champ de force.
 (septembre 2011).
Si vous disposez d'ouvrages ou d'articles de référence ou si vous connaissez des sites web de qualité traitant du thème abordé ici, merci de compléter l'article en donnant les références utiles à sa vérifiabilité et en les liant à la section « Notes et références ».
Un champ de force (parfois orthographié champ de forces) est un concept fictif de la science-fiction. Il s'agit d'une paroi immatérielle impénétrable ou quasi impénétrable. Les champs de force sont souvent une utilisation de défense passive, par exemple contre les lasers ennemis, ou contre les astéroïdes.

## Types
Il existe (toujours dans la fiction) de nombreux types de champs de force. Leur effet tout comme leur nom, peut énormément varier selon les œuvres.
Certains boucliers reflètent les projectiles, alors que d'autres se contentent de les absorber. D'autres encore peuvent empêcher l'atmosphère des deux côtés de traverser, ou au contraire, ne bloquer que certaines choses.
Par exemple, dans Stargate, la plupart des boucliers Goa'uld sont réglés pour ne stopper que les projectiles se déplaçant à une certaine vitesse, les projectiles plus lents pouvant aisément traverser le champ de force.

Dans Farscape, les boucliers sont généralement constitués de plusieurs couches, de manière à maximiser les chances d'intercepter les différents objets pouvant le traverser.

Pour certains cas, les boucliers ou équivalents sont quasiment ou totalement absents de l'univers, comme notamment Battlestar Galactica.

Le poids, la taille peuvent également varier selon les univers fictifs, tout comme le type d'approvisionnement en énergie, si le bouclier peut être détruit, ou affaibli en tirant dessus, si en s'affaiblissant, il permet aussi à une certaine quantité de matière de la traverser, ou s'il reste infranchissable jusqu'à ce qu'il soit désactivé, ou détruit, si sa surface semble solide ou élastique, etc.

Seuls deux points semblent faire consensus : la force de résistance d'un champ face à la matière en contact est uniformément répartie : il est impossible de le traverser en forant une ouverture localisée, comme cela est possible avec un chalumeau sur une porte d'acier. Et surtout, sa masse semble toujours négligeable par rapport à l'objet qu'il protège.
Dans les univers de fiction, les champs de force constituent souvent une solution aux problèmes de la dégradation des matériaux dans l'espace du fait des impacts de micro-météorites, du vent solaire, et autres particules, qui, sans cela, rendraient les vols spatiaux trop dangereux.
Dans l'univers de Harry Potter, les sortilèges Repousse-Moldus et les anti-maléfices utilisés notamment lors de la bataille de Poudlard pour protéger le château peuvent être assimilés à des champs de force.

## Apparence

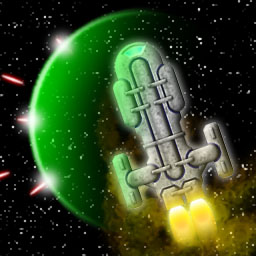
Exemple d'apparence d'un champ de force de vaisseau spatial, n'apparaissant que lorsqu'il est sollicité (et uniquement là où il est sollicité).

Visuellement, lesdits champs de force peuvent être visibles en permanence, ou ne le devenir que lors d'un impact à leur surface.
Leur couleur peut également varier, de même que leur texture (de type uni, fractal,  avec du bruit, etc.)

## Historique
Bien que déjà utilisée, la description de la création de l'invention du concept a été tardive.
Dans une nouvelle traitant de l'invention des champs de force (concept fictif), Isaac Asimov place Jupiter et l'immense pression près de son centre au cœur de son récit, comme enjeu de la bataille entre un physicien et un mathématicien. C'est une manière très belle d'opposer la théorie et la pratique, qui sont en fait complémentaires.

## Synonymes (dans le domaine de lascience-fiction)
- Bouclier
- Déflecteur